# Sewall Wright
Sewall Wright (anglès: Sewall Green Wright)  (Melrose, 21 de desembre de 1889 - Madison, 3 de març de 1988) va ser un genetista dels Estats Units conegut pel seu influent treball sobre la teoria evolutiva i també per l'anàlisi estadística (path analysis). Junt amb R. A. Fisher i J.B.S. Haldane, va ser un dels fundadors de la teoria de la genètica de les poblacions. Va descobrir el coeficient d'intercreuament (inbreeding coefficient) i de mètodes de computar-lo en els pedigrees. Entre d'altres va fer importants contribucions a la genètica dels mamífers i la genètica bioquímica.